# Excelsa, Taxonomic Series
Excelsa, Taxonomic Series (abreviado Excelsa Taxon. Ser.) es una revista con ilustraciones y descripciones botánicas que es editada en Salisbury (Harare), Rodesia (Zimbabue) desde el año 1978 hasta ahora.